# Toribio de Benavente
Toribio de Benavente O. F. M. (Benavente, c. 1482-1569, México), más conocido como Motolinia, fue un misionero franciscano español que fungió como historiador de la Nueva España. Formó parte de los Doce apóstoles de México. Se caracterizó por la promoción de una intensa evangelización de los pobladores de Mesoamérica. Motolinia es el nombre que él mismo adoptó para así ser nombrado por los habitantes de México, el cual significa pobre o afligido en náhuatl y que procede de mo (es/se) y tolinia (pobre/afligir), es decir, "el que es pobre o se aflige". Sus escritos publicados acerca de las costumbres y tradiciones locales justo después de la Conquista de México han sido tomados históricamente como documentos válidos de etnografía. Sin embargo, Motolinia tenía la responsabilidad de fomentar la religión católica en los pobladores de México y adaptarlos a las prácticas españolas de la época. Es por esto que fue intensamente denunciado por fray Bartolomé de las Casas ante el rey de España Carlos V, lo que suscitó un conflicto entre estos dos religiosos, especialmente por el desacuerdo en la aplicación de las Leyes Nuevas (o Leyes de Burgos).

que se predique el santo Evangelio por todas estas tierras, los que no quisieren oír de grado el santo Evangelio de Jesucristo, sea por fuerza; que aquí tiene lugar aquel proverbio: más vale bueno por fuerza que malo por grado
Toribio de Benavente, Carta de Fray Toribio de Motolinia al emperador Carlos V, enero de 1555

## Biografía

### Primeros años
Nació en Benavente, en la provincia de Zamora, perteneciente al Reino de León, entre 1482 y 1491. A los 17 tomó el hábito en la provincia franciscana de Santiago y adoptó el nombre de Toribio de Benavente, en honor del nombre de la villa donde se encontraba su orden.

### Viaje a México

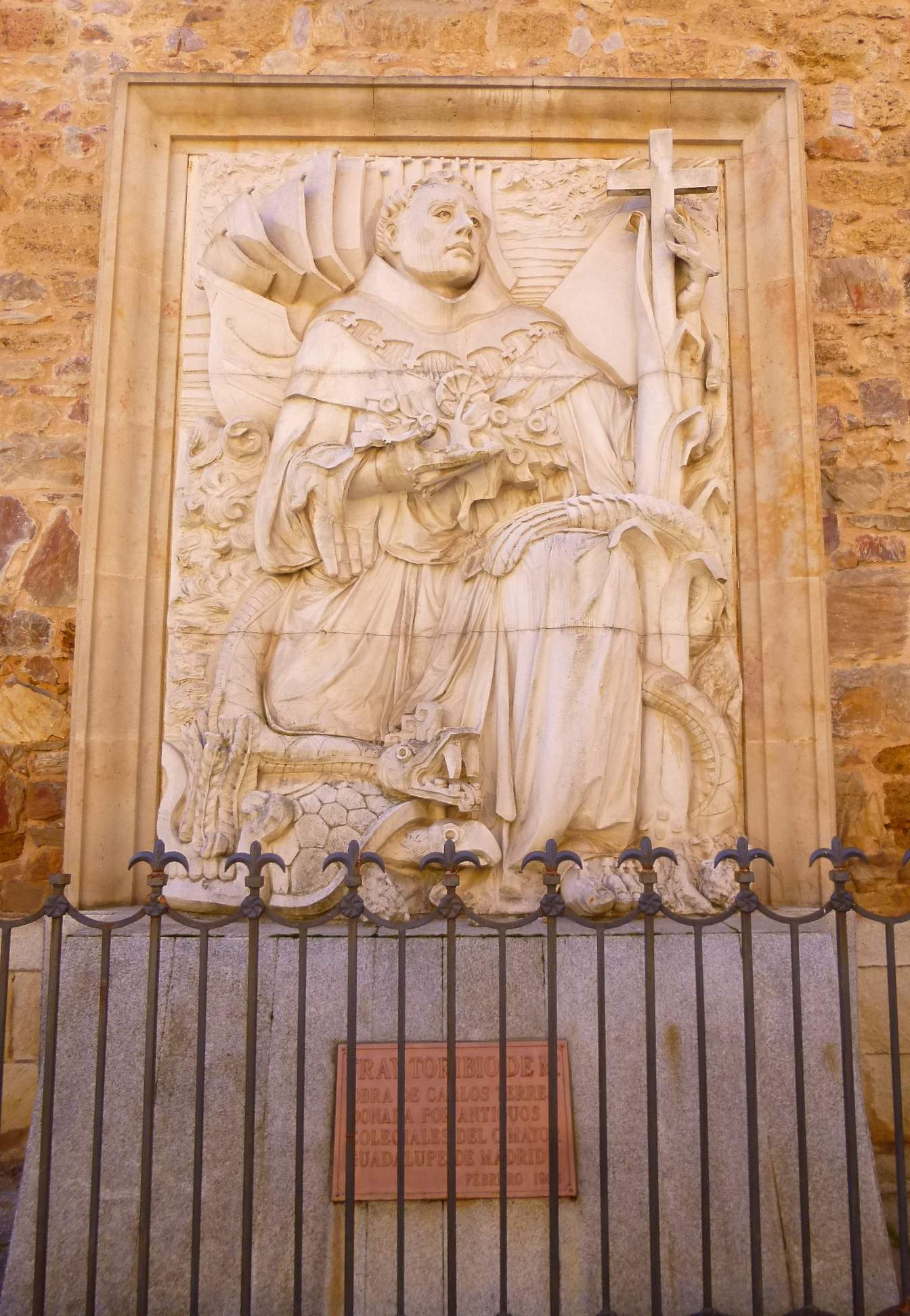
Bajorrelieve de Motolinía en Benavente por Carlos Terrés.

Fray Francisco de los Ángeles (también conocido como cardenal Quiñones), en su calidad de ministro general de la Orden de San Francisco, designó a Fray Martín de Valencia para que encabezara una expedición evangelizadora en el Nuevo Mundo, y le ordenó que eligiera a los frailes que le acompañarían en tal misión. Éste eligió a once compañeros, entre ellos a Fray Toribio de Benavente; los otros diez que fueron: fray Francisco de Soto, fray Martín de Jesús (o de la Coruña), fray Juan Suárez, fray Antonio de Ciudad Rodrigo, fray García de Cisneros, fray Luis de Fuensalida, fray Juan de Ribas, fray Francisco Ximénez y los legos: fray Andrés de Córdoba y fray Juan de Palos. Como eran doce, se les conoció como los doce apóstoles de México. Anteriormente en 1523 ya habían arribado tres franciscanos flamencos: fray Juan de Tecto, fray Juan de Aora y fray Pedro de Mura, luego llamado fray Pedro de Gante, además de otros misioneros. Los doce apóstoles franciscanos partieron de Sanlúcar de Barrameda, el 25 de enero de 1524 y el 5 de febrero arribaron a las islas Canarias, para después continuar por el Atlántico.
Después de cruzar el océano, el 5 de marzo llegaron a Porto-Rico (Puerto Rico), el 13 de ese mismo mes arriban a la isla de La Española en Santo Domingo, el 30 de abril visitan la isla de la Trinidad y finalmente el 13 de mayo de 1524 desembarcaron en San Juan de Ulúa, Veracruz con rumbo a la Ciudad de México. Popularmente se cree que al pasar por Tlaxcala, los tlaxcaltecas se sorprendieron al ver el estado raquítico con que venían vestidos los frailes que les empezaron a decir en tono de lástima motolinía, entonces fray Toribio de Benavente les preguntó el significado de dicho término y se lo tradujeron, entonces decidió adoptar esta expresión como su nuevo nombre. Durante el trayecto de Veracruz a México, andaban descalzos, dormían en el suelo, tapándose con mantas para el frío y sólo comían tortillas con chile y frutas [cita requerida]. Estas eran otras de las razones por las cuales los nativos denominan a los frailes individualmente "motolinía". Cabe aclarar, sin embargo, que los indígenas en aquella época decían "motolinía" en tono de compasión o lástima refiriéndose a alguien que sufre.
Se dice que Hernán Cortés al enterarse de la llegada de los frailes, mandó a organizar un comité de recepción para recibir a los franciscanos, probablemente entre el 17 o 18 de junio de 1524. Motolinía y los franciscanos arribaron a la Ciudad de México portando una cédula real expedida por Carlos V. Fueron recibidos por el propio Cortés, sus militares como Pedro de Alvarado, fray Bartolomé de Olmedo, Cuauhtémoc, caciques y otros principales de México. Popularmente se dice que los mexicas veían con extrañeza que Cortés y sus hombres fueran tan cordiales con los religiosos [cita requerida].

### Misiones
Entre 1524 y 1527, Motolinía fungió como guardián del convento de San Francisco en la Ciudad de México. Evangelizaba y enseñaba diversos oficios a los indígenas quienes realizaban sus nuevas labores con destreza lo cual sorprendió a la comunidad eclesiástica:

El que enseña al hombre la ciencia, ese mismo proveyó y dio a estos Indios naturales grande ingenio y habilidad para aprender todas las ciencias, artes y oficios que les han enseñado, porque con todos han salido en tan breve tiempo, que en viendo los oficios que en Castilla están muchos años en los deprender (en aprender), acá en sólo mirarlos y verlos hacer, han quedado muchos maestros. Tienen el entendimiento vivo, recogido y sosegado, no orgulloso ni derramado como otras naciones.

Motolinía aprendió náhuatl, donde anteriormente otros frailes como Fray Luis de Fuensalida, Fray Francisco Ximénez y Fray Pedro de Gante. También, fue guardián del convento de San Antonio de Texcoco en 1527, y posteriormente de Huejotzingo. Su misión continuó junto con otros frailes retirando templos mexicas y fundando conventos por varias poblaciones tales como Xochimilco, Coyoacán. Entre 1527 y 1529 viajó a Guatemala y Nicaragua. En 1529 llegó a Cuernavaca junto con otros misioneros para fundar un convento. En 1530 llegó a Tlaxcala. Entre 1530 y 1531 participó en la fundación de la ciudad de Puebla, presidiendo la misa para tal efecto. Viaja a la zona de Tehuantepec con Fray Martín de Valencia, allí se dice que Motolinía quedó admirado al ver la arquitectura zapoteca y mixteca, en especial al ver los edificios monumentales del pueblo de Mictlán (Mitla).
En 1534 Motolinía regresa a Guatemala y luego viaja a Yucatán con Fray Jacobo de Testera. Regresa a Tlaxcala para ser guardián del monasterio durante 1536 y 1539. Dirige la misión otra vez en Guatemala durante 1543 y 1545. Estando allí, Motolinía asumió el cargo de vice-comisario de esa provincia, en 1544. Por aquel tiempo el propio Carlos V le ofreció ser obispo de esas tierras y de Yucatán, pero Motolinía rechazó tales cargos y sólo envió misioneros a Yucatán. Ya de regreso en México es nombrado vicario provincial, y después asumió el cargo de provincial de la Provincia del Santo Evangelio de México en el periodo de 1548 a 1551. Después viajó a Michoacán y Jalisco. Participó en la construcción del convento de Puebla y de los templos de Huaquechula y Tula, donde se utilizaron antiguos templos locales para construir los conventos. Fue guardián de Atlixco y probablemente también de Tecamachalco. Durante sus misiones aprendió el náhuatl para poder evangelizar mejor a los habitantes locales. 

### Problemas
Al igual que Vasco de Quiroga y Fray Bartolomé de las Casas, Motolinía se caracterizó por defender a los indígenas de sobremanera. Esto le atrajo conflictos con las autoridades de la Ciudad de México constituidas por la primera y Real Audiencia. Los principales problemas comenzaron en 1529 cuando Motolinía se opuso a que la Real Audiencia encabezada por Nuño de Guzmán cobrara impuestos a los indígenas, debido a su pobreza. Esto provocó la irritabilidad de la Real Audiencia y empezó una campaña en contra de Motolinía, acusándolo a él y a otros misioneros de rebeldes y usurpadores de funciones. Al mismo tiempo, la Real Audiencia ordenó al primer obispo de México Fray Juan de Zumárraga y a todos los eclesiásticos, a que se dedicaran a sus asuntos religiosos y no se entrometieran con el ayuntamiento. Ante estas acusaciones, Motolinía se amparaba bajo las bulas de los papas Adriano VI, León X y Alejandro VI, quienes le concedían a él y a otros misioneros determinados derechos. Motolinía también mediaba conflictos de carácter civil o religiosos. Cuando Motolinía era provincial en 1548, abogó para que los indígenas no pagaran el diezmo.

### Motolinía contra De las Casas
Motolinía también tuvo conflictos con otros eclesiásticos, en especial contra los misioneros dominicos liderados por Fray Bartolomé de las Casas. Dominicos y franciscanos se disputaban la propiedad y explotación de nuevas tierras y discrepaban en asuntos teológicos. Motolinía acusó a Bartolomé de las Casas, de idealista excesivo, de no querer ayudar y enseñar a los indígenas de la forma como él lo hacía, diciendo de él: "así turba y destruye acá la gobernación" tal como lo afirmara en su carta a Carlos V.
La razón por la que Motolinía escribió esta carta, fue para dar una respuesta a las denuncias que hizo Fray Bartolomé a los conquistadores acusando a éstos de abusos y crueldades con los nativos. De las Casas se proclamaba defensor de los indígenas. Motolinía llegó a decir que Cortés había hecho buenas obras, sobre todo cuando escribió:

i algunos que murmuraron [como De las Casas] del Marqués del Valle [o sea, de Cortés], que Dios tiene, i quieren ennegrecer i escurecer [u oscurecer] sus obras, yo creo que delante de Dios no son sus obras tan acetas [u aceptas] como lo fueron las del Marqués . A su vez, de las Casas se defendió acusando a Motolinía de procurar agradar al emperador Carlos V y a los conquistadores como Cortés.

Expertos tales como Jorge García Castillo, argumentaron que las disputas entre Motolinía y de las Casas, más que de orden teológico, más bien parecen de carácter político; pero, por su parte, Motolinía a través de su carta a Carlos V, manifestó que la conquista era un medio necesario para la conversión de los indígenas al cristianismo. Sin embargo, también en esa epístola el fraile expone al emperador cómo hacer de las tierras conquistadas una nueva nación independiente bajo un gobernante católico. Motolinía no desestimó la conversión religiosa a la fuerza. Sobre esto, el mismo Motolinía escribió así: "que se predique el Santo Evangelio por todas estas tierras, i los que no quisieren oír de grado el Santo Evangelio de Jesu-Cristo, sea por fuerza; que aquí tiene lugar aquel proverbio: más vale bueno por fuerza que malo por grado".

### Últimos días
Motolinía fue perseguido durante los últimos 40 años de su vida, cambiando su nombre para ocultarse en la sierra de Tepectlán, Puebla, actualmente Cañada de Morelos, Puebla, así como en Tecamachalco, Puebla, usando el pseudónimo de José Gregorio de Dios Anguiano. En el Archivo de Indias y en la Hemeroteca Pública de Madrid, España, se encuentra un acervo vasto de las comunicaciones secretas entre su pseudónimo José Gregorio de Dios Anguiano y su familia en Zamora, España. El gobierno español de esa época otorgaba recompensa por él, debido a su insistencia a que los indígenas no pagaran el "Diezmo" a la Corona. De 1555 en adelante, se sabe poco de Motolinía, aunque continuó ocupando puestos importantes dentro de la Orden Seráfica. Cuarenta y cinco años duraron sus trabajos misionales, hasta que falleció en el convento de San Francisco de México. Se dice que el 9 de agosto de 1569, ya muy enfermo y próximo a morir, quiso celebrar la misa, y casi arrastrándose, sin dejar que le ayudaran, se acercó al altar y la celebró, donde murió al final de los ritos. De los Doce apóstoles primeros de México, se dice que él fue el último en morir. Está sepultado en Cañada Morelos, Puebla.

### Descubrimiento de sus restos
El 5 de diciembre de 1980, un grupo de científicos e historiadores, en compañía con el entonces Obispo de la Diócesis de Tehuacán, Puebla, México y Tesorero General de la Mitra de la Iglesia Católica, Monseñor Rafael Ayala y Ayala, junto con el Historiador y Médico, Dr. Eduardo Ávila Camacho Villanueva, descubrieron los restos de Fray Toribio de Benavente, Motolinía, junto con Jacobo Benítez Vera, Párroco de San José Cañada Morelos, Puebla.

## Obra
Es probable que entre 1528 y 1530, Motolinía empezara a escribir formalmente. Prácticamente todos los textos originales de Motolinía se han perdido, pero han sobrevivido algunos inclusive con sus títulos cambiados.
Adventus duodecim Patrum, qui primi eas regiones devenerunt, et de eorum rebus gestis. Fray Juan de Torquemada traduce este título como Venida de los doce primeros Padres, y lo que llegados acá hicieron. Otros eruditos tales como Nicolás Antonio le pusieron diferentes títulos a esta misma obra ya perdida, que trataba sobre la llegada a México de Motolinía y sus once compañeros.
Doctrina christiana, mexicano idiomate, es un opúsculo que se le atribuye a Motolinía. Este texto está perdido y no se sabe exactamente si fue escrito originalmente en latín, español o en lengua indígena, pero era un catecismo dirigido a los nativos para ayudar a su pronta conversión.
Motolinía escribió otro opúsculo llamado Camino del Espíritu. No se sabe mucho de este texto perdido. Lo mismo se puede decir de otra de sus obras: Calendario Mexicano, el cual trataba sobre el calendario azteca. Algunos historiadores como Fray Juan de Torquemada presumían tener un ejemplar de esta obra. Probablemente desde 1528 Motolinía empezó a darle forma a sus Memoriales. En primer lugar, se desconoce el título verdadero de esta obra, aunque Torquemada a veces la nombraba Memoriales de mano. Se desconoce si Memoriales es un conjunto de textos dispersos que Motolinía fue juntando como materia prima para su posterior obra Historia de los Indios o si era esta misma en versión preliminar. Lo cierto es que ambas obras comparten varios párrafos como si hubiera sido la copia de la otra. Otra de los opúsculos de Motolinía es La vida y muerte de 3 niños de Tlaxcala que murieron por la confesión de la fe, escrito en 1539. En el tiempo en que Motolinía era guardián del convento de Tlaxcala allá por 1536, recibió el mandato de la Orden Seráfica para escribir una obra que tratase sobre la historia de los indígenas y demostrar desde el punto de vista católico que ellos estaban equivocados con su adoración a los dioses justificando así la colonización y conveniencia de la conversión a la religión cristiana.
Finalmente en 1541, Motolinía presentó su obra que supuestamente se llamó Relación de los ritos antiguos, idolatrías y sacrificios de los indios de esta Nueva España, y de la maravillosa conversión que Dios en ellos ha obrado. Otros editores e historiadores le darían otros títulos. Pero el título que le dio Francisco Javier Clavijero, es el generalmente preferido por los investigadores modernos: Historia de los Indios de la Nueva España. En el presente artículo por razones prácticas se hará referencia a esta obra simplemente como Historia de los Indios. Se conocen tres partes de esta obra: la primera parte trata sobre su llegada como misionero a la Nueva España y sobre la religión azteca, la segunda se refiere a la conversión cristiana y el modo en que los nativos celebraban las fiestas de la iglesia y la tercera parte describe la idiosincrasia de lo nativos así como la geografía, flora, fauna y las principales ciudades de la Nueva España. Como ya se explicó antes, parece ser que Historia de los Indios es una compilación de Memoriales con algunas diferencias o la misma pero en versión retocada. Ambas son prologadas con una dedicatoria a don Antonio Pimentel conde de Benavente, la tierra natal de Motolinía, llamada Epístola Proemial pero la Epístola de Memoriales difiere ligeramente al de Historia de los Indios.
Fueron varios los editores y compiladores tales como Joaquín García Icazbalceta que han publicado la Historia de los Indios. Otra obra perdida es De Moribus Indorum conocido en español con el título De las costumbres de los Indios. No se sabe en que año exactamente la escribió, pero Torquemada la cita como una de sus fuentes para sus obras. Se han encontrado frases De Moribus Indorum prácticamente iguales en Memoriales o Historia de los indios. Por lo cual se conjetura si De Moribus Indorum fue una obra sola o un fragmento de Memoriales. Pero expertos como Nicolás Antonio sospechaban si De Moribus Indorum era lo mismo que Historia de los indios.
A Motolinía se le adjudica otra obra desconocida: Guerra de los Indios de la Nueva España. Nicolás Antonio se preguntaba si esta obra forma parte de Memoriales o podría ser el mismo De Moribus Indorum. En Tlaxcala, Motolinía redacta y firma con fecha del 2 de enero de 1555, su famosa Carta al Emperador Carlos V, donde exalta y justifica a los conquistadores y desacredita a Bartolomé de las Casas. Motolinía también es autor de Fragmentos y de otras obras tales como Relación del viaje a Guatemala. Posiblemente Fray Motolinía habrá escrito otras obras, cartas y opúsculos que se han perdido. Las obras de Motolinía en especial los Memoriales y La Historia de los Indios reflejan su alta preparación cultural occidental con que contaba, sabía mucho sobre temas de humanidades y filosofía grecolatinas. Otro factor clave fue, que al comprender el náhuatl y descifrar códices, obtuvo información de primera mano por parte de los indígenas que le contaron sobre la cultura de la tierra de Anáhuac ya sea en forma oral o escrita. Se dice que Fray Bernardino de Sahagún reconoció y aseguró que Motolinía era muy "competentemente letrado". Se dice que Fray Jerónimo de Mendieta dijo que Motolinía fue el que más viajó.

...según los libros antiguos que estos naturales tenían de caracteres y figuras, que ésta era su escritura, a causa de no tener letras, sino caracteres, y la memoria de los hombres ser débil y flaca. Los viejos de esta tierra son varios en declarar las antigüedades y cosas notables de esta tierra, aunque algunas cosas se han colegido y entendido por sus figuras, cuanto a la antigüedad y sucesión de los señores que señorearon y gobernaron esta tan grande tierra [...]  De todos éstos, del uno, que es el primero, se puede dar crédito, porque habla la verdad, que aunque bárbaros y sin letras, mucha orden tenían en contar los tiempos, días, semanas, meses y años, y fiestas, como adelante parecerá.

Toribio de Benavente ha dejado una gran cantidad de información desde el punto de vista de un clérigo la cual permite en conocer la problemática y los intereses que envolvieron a los protagonistas de la conquista y las misiones religiosas desde el punto de vista de un religioso español. Por sus obras descriptivas de la cultura local y la defensa de sus derechos se le considera uno de los primeros hombres en reconocer los derechos humanos [cita requerida].